# Diócesis de Mende
La diócesis de Mende (en latín: Dioecesis Mimatensis y en francés: Diocèse de Mende) es una circunscripción eclesiástica de la Iglesia católica en Francia. Se trata de una diócesis latina, sufragánea de la arquidiócesis de Montpellier. Desde el 20 de mayo de 2025 su obispo es Jean Pelletier cuando fue nombrado por el papa León XIV.

## Territorio y organización

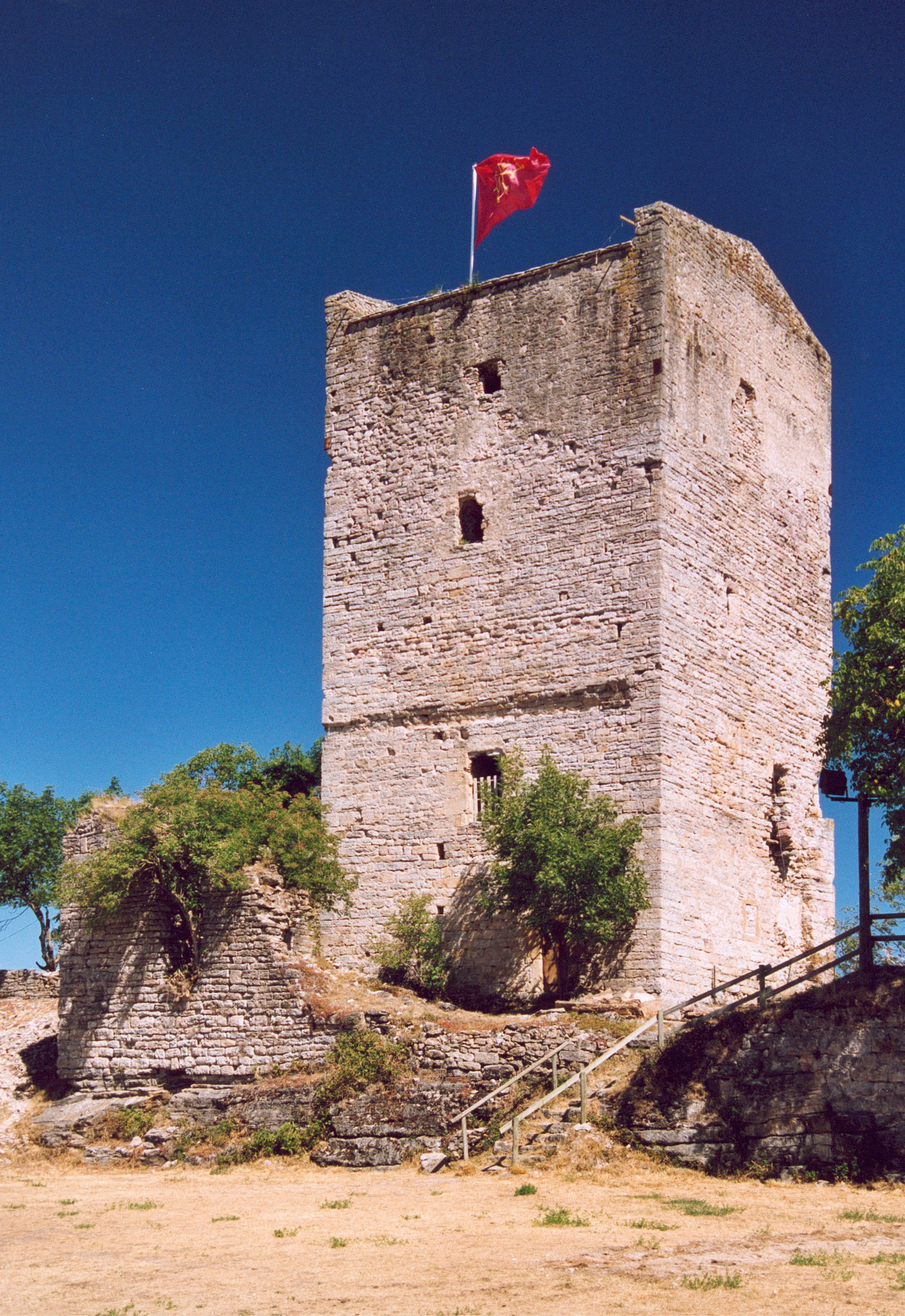
La torre del castillo de Chanac es todo lo que queda de la que fue la residencia de verano de los obispos de Mende hasta la Revolución francesa

La diócesis tiene 5180 km² y extiende su jurisdicción sobre los fieles católicos de rito latino residentes en el departamento de Lozère en la región de Occitania.

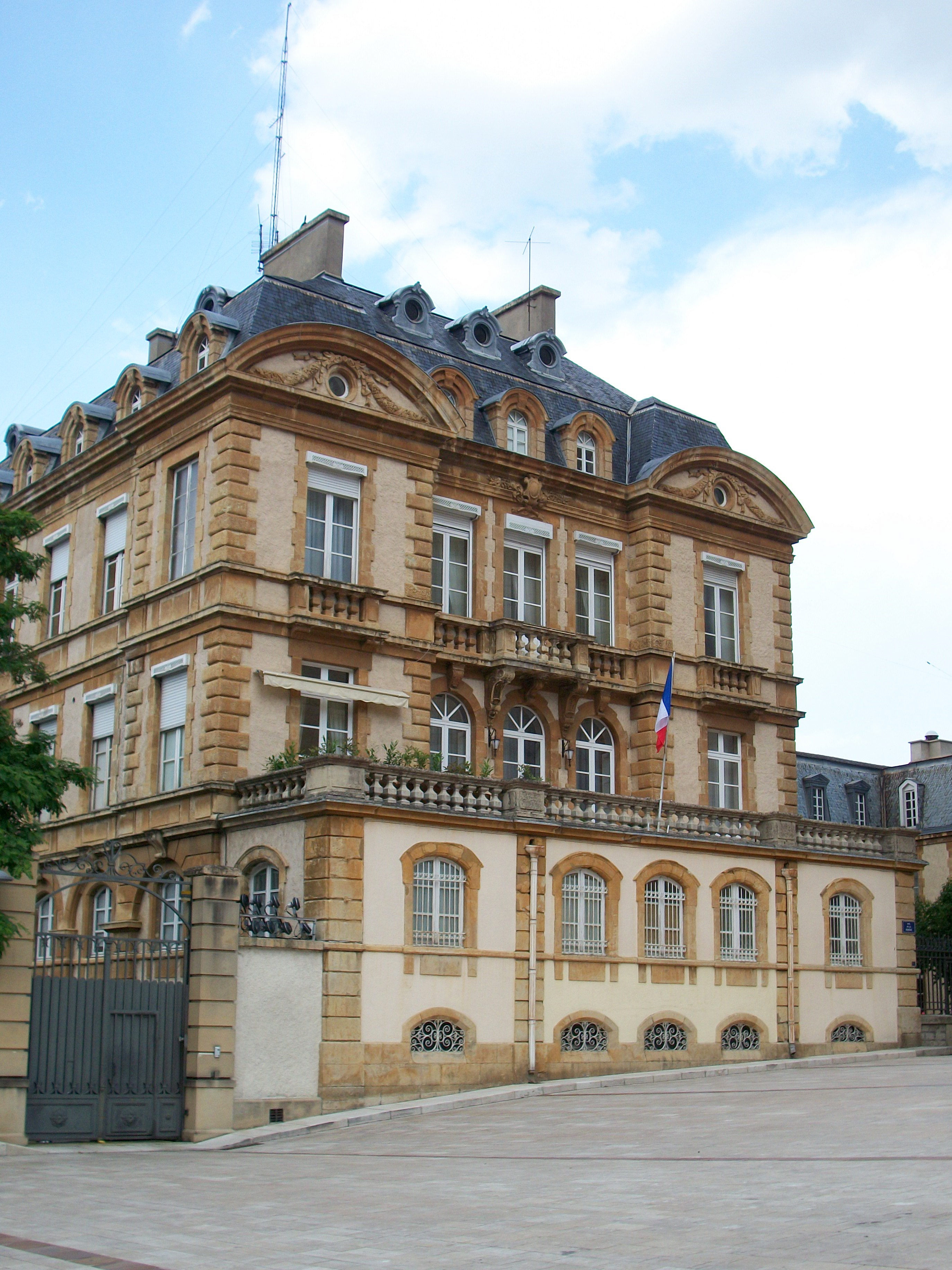
Antiguo palacio episcopal de Mende, hoy sede de la prefectura departamental

La sede de la diócesis se encuentra en la ciudad de Mende, en donde se halla la Catedral basílica de Nuestra Señora y San Privado.

Mapa de la organización parroquial de la diócesis (desde 2009)

En 2021 en la diócesis existían 135 parroquias. Tras la reorganización eclesiástica de la diócesis, a partir del 1 de septiembre de 2009 el territorio se dividió en cinco grandes parroquias que fusionan todas las anteriores:
- parroquia de Saint James, con sede en Saint-Chély-d'Apcher: incluye 52 iglesias repartidas en 46 municipios del noroeste de la diócesis;
- parroquia de Santa Teresa del Niño Jesús, con sede en Langogne: incluye 37 iglesias en la parte oriental de la diócesis;
- parroquia de San Privado, con sede en Mende: incluye 33 iglesias en la parte central de la diócesis;
- parroquia de San Fredardo, con sede en Marvejols: incluye 37 iglesias repartidas en 24 municipios de la parte occidental de la diócesis;
- parroquia de San José, ubicada en Florac: incluye 34 iglesias en la parte sur de la diócesis.

Desde el punto de vista territorial, las cinco parroquias siguen exactamente los límites de las cinco áreas pastorales existentes en la diócesis antes de 2009.

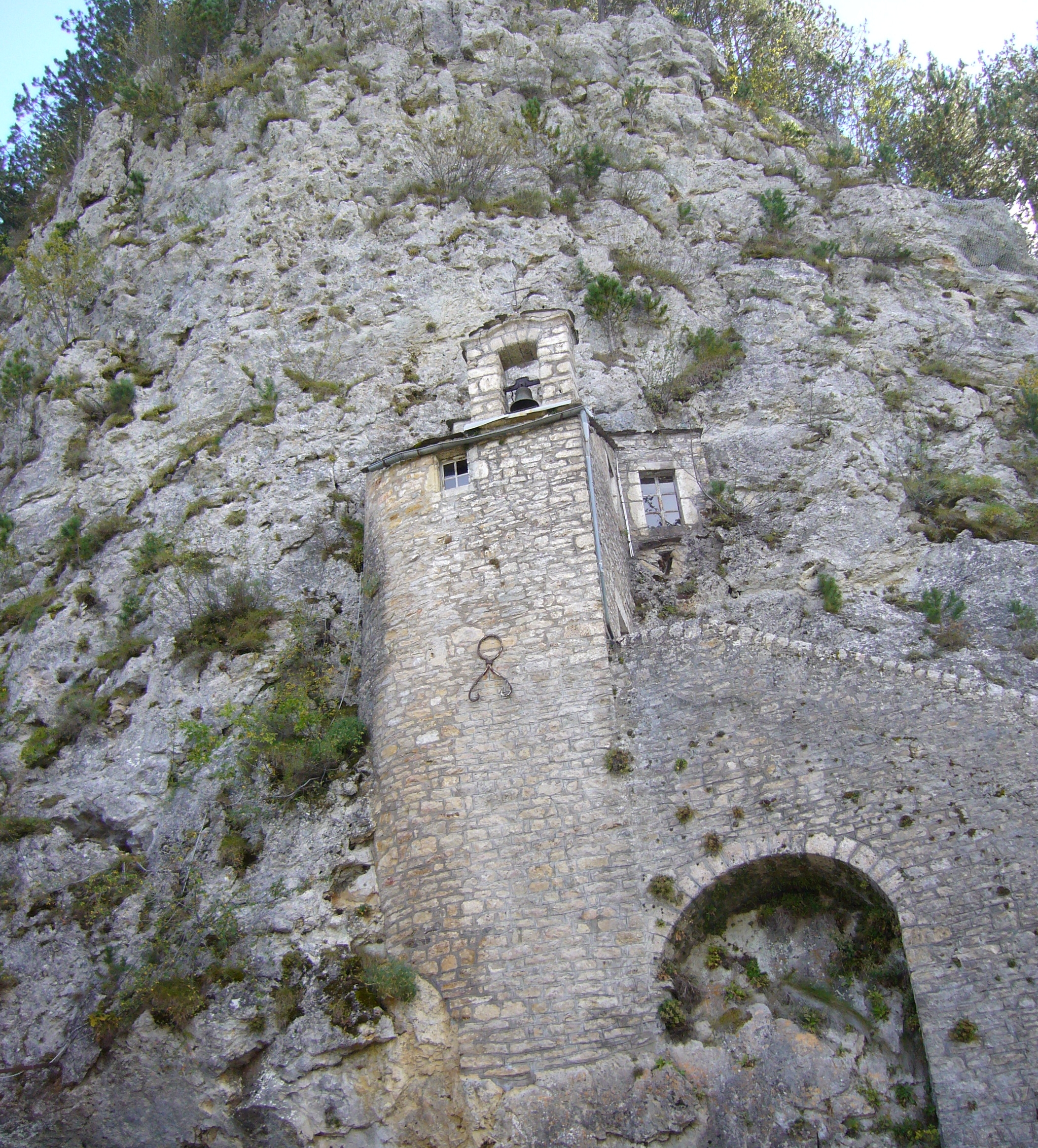
Cueva de la ermita de san Privado

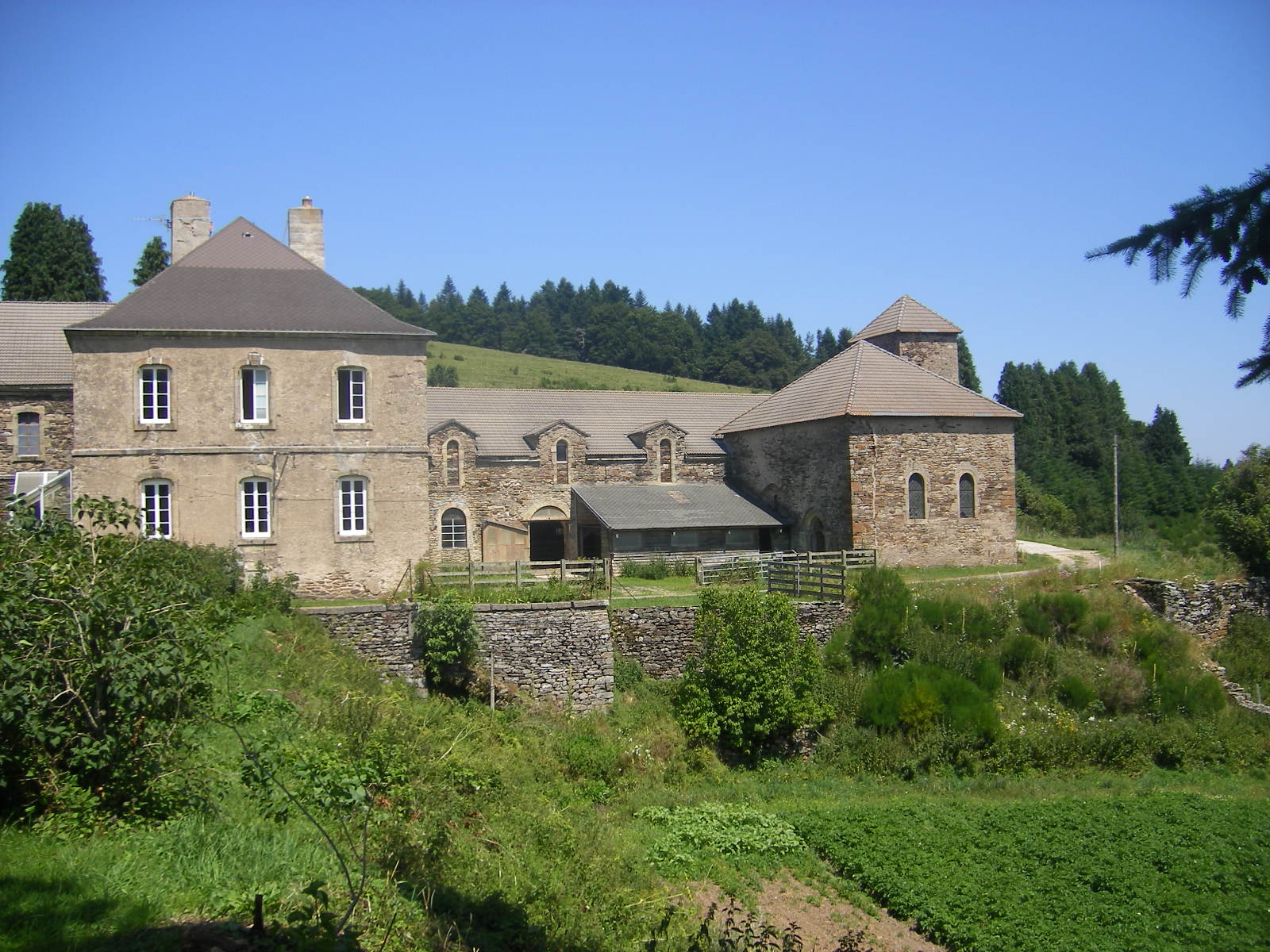
Antigua abadía cisterciense de Mercoire, la abadía femenina más antigua de la diócesis de Mende, fundada en el

## Historia

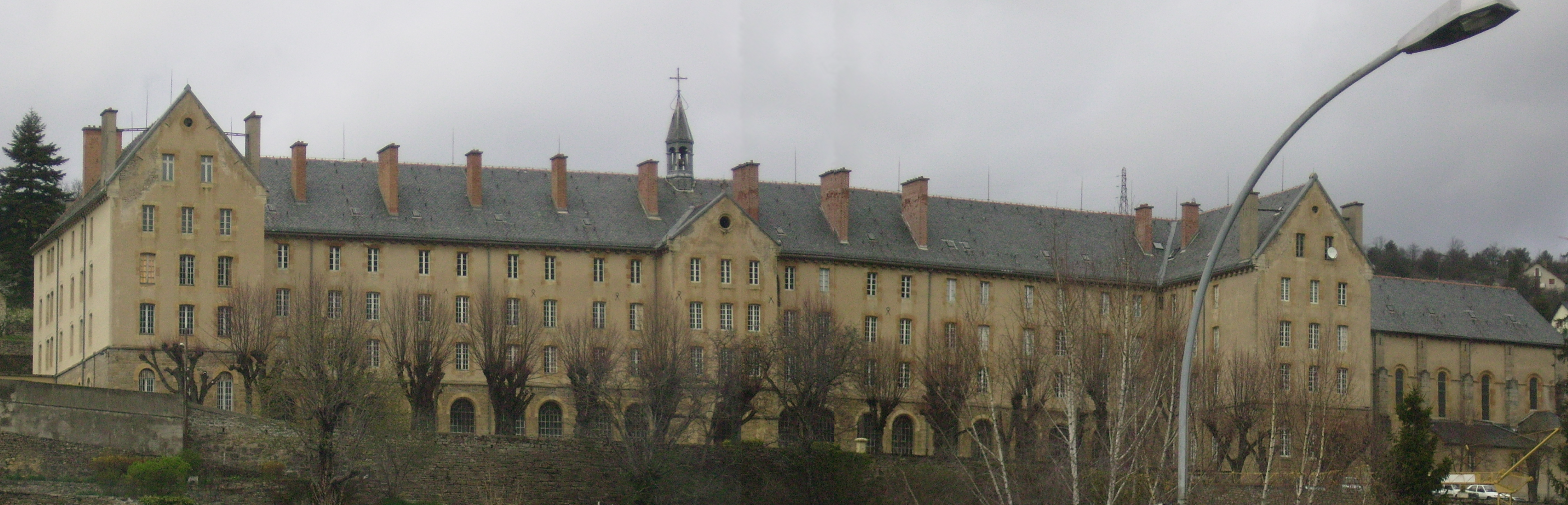
Antiguo seminario mayor de Mende

Según la tradición, san Marcial de Limoges evangelizó el territorio de Gévaudan habitado por los gábalos y ordenó allí al primer obispo, san Severiano. El primer obispo históricamente documentado es san Privado, atestiguado por Gregorio de Tours, santo patrón de la diócesis, que sufrió el martirio hacia mediados del siglo III. En el primer concilio de Arlés en 314, la Iglesia de los gábalos estuvo representada por el diácono Geniale. La antigua capital de los gábalos era Anderitum, la actual Javols, donde se presume que tenía su sede el obispo; posteriormente, según datos tradicionales, la sede fue trasladada a Mimate, es decir, Mende, donde san Privado sufrió el martirio.
Después de la conquista de los visigodos en el siglo V, la tierra de los gábalos fue anexada al reino franco en 510; a partir de este momento la diócesis pasa a ser sufragánea permanente de la arquidiócesis de Bourges, antigua sede metropolitana de la provincia romana de Aquitania primera. Los obispos conservaron el título de episcopi Gabalensis durante siglos. La primera certificación del título Mimatensis, es decir, Mende, aparece en 951 con el obispo Esteban.
En 1161 el obispo Aldebert du Tournel y sus sucesores obtuvieron los derechos de señorío sobre la ciudad y la diócesis, convirtiéndose al mismo tiempo en vasallos del rey de Francia. El 3 de febrero de 1307 el obispo Guillaume Durand II obtuvo el título de conde de Gévaudan, al que se vieron obligados a someterse todos los barones de la región, que durante más de un siglo habían estado en conflicto con los obispos de Mende por la supremacía sobre la temporalidad.
En el siglo XIV la diócesis vio nacer a Guillaume de Grimoard, que se convirtió en papa en 1362 con el nombre de Urbano V. Fue el responsable de la reconstrucción de la catedral, obra iniciada por el propio papa unos años antes, pero dañada por un incendio. Para conseguir los recursos, el papa utilizó un procedimiento sin precedentes: dejó vacante el obispado durante dos años (1368-1370), de modo que los ingresos de la mensa, normalmente donados al obispo pro tempore, se desviaron totalmente para la continuación de las obras al edificio. Sin embargo, las obras, interrumpidas por la muerte del papa (1370), fueron terminadas en el siglo XV: el 2 de agosto de 1467, el obispo Antoine de La Panouse consagró el altar mayor.
Durante las guerras religiosas la ciudad y el territorio de Mende, conquistados por los hugonotes en 1562, fueron objeto de duras luchas, donde no se ahorraron masacres; entre ellos, la historia recuerda en particular la que tuvo lugar la noche de Navidad de 1579, donde un puñado de protestantes, liderados por Matthieu Merle, irrumpieron en la catedral, masacrando y degollando a todos los presentes. Sólo con el Edicto de Nantes se restableció la calma en Gévaudan.
El obispo Giacinto Serroni fue responsable de la creación del seminario diocesano el 20 de octubre de 1666, confiado a los sacerdotes de la Congregación de la Doctrina Cristiana. La diócesis de Mende estaba en la frontera con zonas de difusión del calvinismo, por lo que era importante que los sacerdotes recibieran una sólida formación teológica para contrarrestar la difusión de las ideas protestantes. En el siglo XVIII los jesuitas gestionaron el seminario durante un cierto período.
El 3 de octubre de 1678 Mende se convirtió en sufragánea de la arquidiócesis de Albi.
En los albores del siglo XIX, la diócesis de Mende se vio perturbada por la Revuelta de los camisards, una secta que seguía supuestas profecías, influida en cierta medida por el calvinismo, y que resistió en armas contra el ejército francés durante unos veinte años. El 8 de marzo de 1715 el rey Luis XIV de Francia anunció la extinción total de la secta.
Durante el período revolucionario, el obispo Castellane fue ejecutado en Versalles el 9 de septiembre de 1792.
Tras el concordato con la bula Qui Christi Domini del papa Pío VII del 29 de noviembre de 1801, la diócesis se amplió incorporando parte de la suprimida diócesis de Alès y todo el territorio de la diócesis de Viviers. Al mismo tiempo estuvo sometida a la sede metropolitana de Lyon.
El 6 de octubre de 1822 se restableció la diócesis de Viviers con la bula Paternae charitatis del papa Pío VII, recuperando el antiguo territorio de la diócesis de Mende, que volvió a ser sufragánea de la arquidiócesis de Albi.
En los siglos XIX y XX la diócesis vio nacer numerosas vocaciones misioneras, especialmente pertenecientes a congregaciones misioneras como la Sociedad de las Misiones Extranjeras de París o las Misioneras Oblatas de María Inmaculada. Numerosos misioneros se convirtieron en vicarios apostólicos: Alexandre Chabanon, Augustin Tardieu y Jean-Baptiste Chabalier en Cochinchina; Édouard Bresson en Oceanía; Jean-Antoine Trocellier en Canadá; Jean-Baptiste-Frézal Charbonier en Tanzania; Louis Dalle y François d'Alteroche en Perú.
El 8 de diciembre de 2002, tras la reorganización de los distritos diocesanos franceses, la diócesis de Mende pasó a formar parte de la provincia eclesiástica de la arquidiócesis de Montpellier.

## Estadísticas
Según el Anuario Pontificio 2022 la diócesis tenía a fines de 2021 un total de 55 000 fieles bautizados.
| Año                                                                             | Población            | Población | Población      | Sacerdotes | Sacerdotes    | Sacerdotes    | Bautizados por sacerdote | Diáconos permanentes | Religiosos | Religiosos | Parroquias |
| Año                                                                             | Bautizados católicos | Total     | % de católicos | Total      | Clero secular | Clero regular | Bautizados por sacerdote | Diáconos permanentes | Varones    | Mujeres    | Parroquias |
| ------------------------------------------------------------------------------- | -------------------- | --------- | -------------- | ---------- | ------------- | ------------- | ------------------------ | -------------------- | ---------- | ---------- | ---------- |
| 1949                                                                            | 80 000               | 95 000    | 84.2           | 415        | 400           | 15            | 192                      |                      |            | 690        | 213        |
| 1969                                                                            | 70 000               | 76 175    | 91.9           | 306        | 284           | 22            | 228                      |                      | 75         | 578        | 133        |
| 1980                                                                            | 63 300               | 75 100    | 84.3           | 238        | 235           | 3             | 265                      |                      | 18         | 400        | 138        |
| 1990                                                                            | 66 000               | 79 000    | 83.5           | 191        | 190           | 1             | 345                      |                      | 26         | 370        | 138        |
| 1999                                                                            | 63 000               | 73 500    | 85.7           | 160        | 154           | 6             | 393                      | 3                    | 19         | 233        | 135        |
| 2000                                                                            | 61 000               | 73 500    | 83.0           | 162        | 155           | 7             | 376                      | 3                    | 19         | 232        | 135        |
| 2001                                                                            | 60 000               | 73 500    | 81.6           | 156        | 152           | 4             | 384                      | 3                    | 13         | 225        | 135        |
| 2002                                                                            | 60 000               | 73 500    | 81.6           | 145        | 142           | 3             | 413                      | 2                    | 12         | 218        | 135        |
| 2003                                                                            | 60 000               | 73 500    | 81.6           | 139        | 134           | 5             | 431                      | 3                    | 14         | 202        | 135        |
| 2004                                                                            | 58 000               | 73 830    | 78.6           | 126        | 122           | 4             | 460                      | 4                    | 14         | 183        | 135        |
| 2013                                                                            | 60 800               | 78 400    | 77.6           | 76         | 75            | 1             | 800                      | 5                    | 4          | 126        | 135        |
| 2016                                                                            | 60 667               | 76 700    | 79.1           | 66         | 66            |               | 919                      | 5                    | 2          | 94         | 135        |
| 2019                                                                            | 55 000               | 76 300    | 72.1           | 60         | 59            | 1             | 916                      | 4                    | 4          | 83         | 135        |
| 2021                                                                            | 55 000               | 76 520    | 71.9           | 52         | 52            |               | 1057                     | 4                    | 2          | 52         | 135        |
| Fuente: Catholic-Hierarchy, que a su vez toma los datos del Anuario Pontificio. |                      |           |                |            |               |               |                          |                      |            |            |            |

## Episcopologio
- San Severiano? †
- San Privado †[nota 3]
- Geniale? † (mencionado en 314)[nota 4]
- San Firmino? †[nota 5]
- Valerio? † (mencionado en 451)[nota 6]
- Leonico † (mencionado en 506)
- San Hilario † (mencionado en 535)
- San Evanzio † (mencionado en 541)

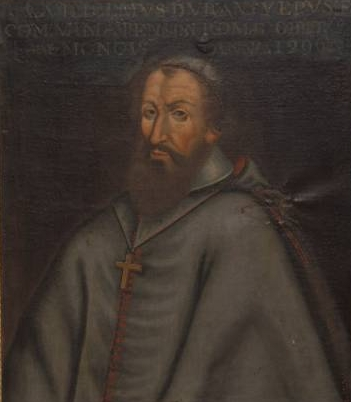
El obispo Guillaume Durand II, el primero en llevar el título de conde de Gévaudan desde 1307

- Partenio † (segunda mitad del siglo VI)[nota 7]
- Agricola † (antes de 614-después de 627)
- San Ilero? † (mencionado en 628 circa)[nota 8]
- Giovanni † (mencionado en 804)
- Hermon † (mencionado en 811)[nota 9]
- San Fredardo † (primera mitad del siglo IX)
- Agenolfo † (antes de 875-después de 878)
- Guglielmo I † (mencionado en 908 circa)
- Stefano † (mencionado en 951 circa)
- Matafredo † (mencionado en 998)
- Raymond † (antes de 1029-después de 1031)
- Aldebert de Peyre I † (antes de 1052-después de 1062)
- Guillaume II † (mencionado en 1095)
- Robert † (mencionado en 1098)
- Aldebert de Peyre II † (mencionado en 1109)
- Guillaume III † (antes de 1123-1150)
- Aldebert du Tournel † (1151-1187 falleció)
- Guillaume de Peyre † (1187-22 de septiembre de 1221 renunció)
  - Sede vacante (1221-1224)
- Etienne de Brioude † (7 de marzo de 1224-antes del 23 de diciembre de 1246[nota 10] falleció)
  - Sede vacante (1246-1255)
- Odilon de Mercoeur † (antes del 11 de diciembre de 1255-28 de enero de 1273 falleció)
- Étienne d'Auriac † (1273-después de 1279)
- Guillaume Durand I † (5 de noviembre de 1285-1 de noviembre de 1296 falleció)
- Guillaume Durand II † (17 de diciembre de 1296-1330 falleció)
- Jean d'Arcy † (14 de diciembre de 1330-21 de diciembre de 1331 nombrado obispo de Autun)
- Albert Lordet † (21 de diciembre de 1331-1361 falleció)
- Guillaume Lordet † (16 de marzo de 1362-después de 1364 falleció)
- Pierre d'Aigrefeuille (du Roure) † (11 de agosto de 1366-11 de octubre de 1368 nombrado obispo de Aviñón)
  - Sede vacante (1368-1370)
- Guillaume de Chanac, O.S.B. † (8 de enero de 1371-30 de mayo de 1371 renunció)
- Bompar Virgile † (16 de junio de 1371-30 de julio de 1375 falleció)
- Pons de La Garde † (13 de febrero de 1376-1387? falleció)
- Jean d'Armagnac † (22 de abril de 1387-17 de octubre de 1390 nombrado arzobispo de Auch)
- Robert de Bose † (17 de octubre de 1390-1408 falleció)
- Jean de La Coste † (10 de marzo de 1408-? depuesto)
- Guillaume de Boisratier † (1408-2 de julio de 1409 nombrado arzobispo de Bourges)
- Pierre de Saluces † (24 de julio de 1409-1412 falleció)
- Gérard du Puy † (4 de enero de 1413-19 de abril de 1413 nombrado obispo de Carcasona)
- Jean de Corbie † (19 de abril de 1413-11 de diciembre de 1426 nombrado obispo de Auxerre)
- Ramnulphe de Pérusse d'Escars † (11 de diciembre de 1426-1441 falleció)
- Aldebert de Peyre † (23 de agosto de 1441-1443 falleció)
- Guy de La Panouse † (20 de noviembre de 1443-1466? renunció)
- Antoine de La Panouse † (20 de noviembre de 1467-28 de junio de 1473 falleció)
  - Pietro Riario, O.F.M.Conv. † (3 de noviembre de 1473-3 de enero de 1474 falleció) (administrador apostólico)
- Jean de Petit † (18 de abril de 1474-1478? falleció)
  - Giuliano della Rovere † (3 de julio de 1478-octubre de 1483 renunció, luego electo papa con el nombre de Julio II) (administrador apostólico)
- Clemente Grosso della Rovere, O.F.M.Conv. † (27 de octubre de 1483-18 de agosto de 1504 falleció)
- Francesco Grosso Della Rovere † (8 de noviembre de 1504-15 de mayo de 1524 falleció)
- Claude Duprat, O.S.B. † (14 de diciembre de 1524-1532 falleció)
- Jean de La Rochefoucauld, O.S.B. † (22 de mayo de 1534-24 de septiembre de 1538 falleció)
- Charles de Pisseleu † (13 de octubre de 1538-15 de junio de 1545 nombrado obispo de Condom)
- Nicolas Dangu † (12 de agosto de 1545-1567 falleció)
- Renaud de Beaune † (18 de junio de 1571-10 de julio de 1581 nombrado arzobispo de Bourges)
- Antoine de Tremblay † (10 de julio de 1581-?)
- Adam de Heurtelou † (5 de marzo de 1586-26 de junio de 1609 falleció)
- Charles de Rousseau † (26 de junio de 1609 por sucesión-4 de noviembre de 1623 falleció)
- Daniel de La Mothe Duplessis Houdancourt † (9 de octubre de 1624-5 de marzo de 1628 falleció)
- Silvestre de Crusy de Marcillac † (30 de junio de 1628-20 de octubre de 1659 falleció)
- Giacinto Serroni, O.P. † (8 de agosto de 1661-1677 renunció)[nota 11]
- François-Placide de Baudry de Piancourt, O.S.B. † (11 de octubre de 1677-17 de noviembre o 13 de diciembre de 1707 falleció)
- Pierre de Baglion de la Salle de Saillant † (30 de abril de 1708-27 o 29 de septiembre de 1723 falleció)
- Gabriel-Florent de Choiseul-Beaupré † (11 de septiembre de 1724-7 de julio de 1767 falleció)
- Jean-Arnauld de Castellane † (25 de enero de 1768-9 de septiembre de 1792 falleció)
  - Sede vacante (1792-1802)
- Jean-Baptiste de Chabot † (1 de mayo de 1802-diciembre de 1804 renunció)
- Étienne Parfait Martin Maurel de Mons † (22 de marzo de 1805-24 de septiembre de 1821 nombrado arzobispo de Aviñón)
- Claude-Jean-Joseph Brulley de La Brunière † (19 de abril de 1822-16 de diciembre de 1848 falleció)
- Jean-Antoine-Marie Foulquier † (2 de abril de 1849-1 de marzo de 1873 renunció)
- Joseph-Frédéric Saivet † (21 de marzo de 1873-26 de junio de 1876 nombrado obispo de Perpiñán-Elna)
- Julien Costes † (26 de junio de 1876-27 de abril de 1889 renunció)
- François-Narcisse Baptifolier † (27 de mayo de 1889-26 de septiembre de 1900 falleció)
- Henri-Louis-Alfred Bouquet † (18 de abril de 1901-21 de febrero de 1906 nombrado obispo de Chartres)
- Jacques-Jean Gely † (21 de febrero de 1906-29 de mayo de 1929 falleció)
- Jules-Alexandre Cusin † (29 de mayo de 1929 por sucesión-5 de junio de 1937 falleció)
- François-Louis Auvity, P.S.S. † (14 de agosto de 1937-11 de septiembre de 1945 renunció[nota 12])
- Maurice-Paul-Jules Rousseau † (3 de noviembre de 1945-14 de junio de 1950 nombrado obispo de Laval)
- Emile-Charles-Raymond Pirolley † (27 de marzo de 1951-26 de enero de 1957 nombrado obispo de Nancy)
- René-Jean-Prosper-Bruno Boudon † (12 de abril de 1957-14 de julio de 1983 renunció)
- Roger Lucien Meindre † (14 de julio de 1983-8 de abril de 1989 nombrado arzobispo de Albi)
- Paul Émile Joseph Bertrand † (14 de septiembre de 1989-16 de octubre de 2001 retirado)
- Robert Jean Louis Le Gall, O.S.B. (16 de octubre de 2001-11 de julio de 2006 nombrado arzobispo de Toulouse)
- François Jacolin, M.D.P. (16 de enero de 2007-29 de mayo de 2018 nombrado obispo de Luçon)
- Benoît Bertrand (17 de enero de 2019- 4 de junio de 2024 nombrado obispo de Pontoise)
- Sede Vacante 4 de junio de 2024 - 20 de mayo de 2025
- Jean Pelletier, desde el 20 de mayo de 2025